# Tour der neuseeländischen Rugby-Union-Nationalmannschaft nach Frankreich 1990
| Tour der All Blacks nach Frankreich 1990 | Tour der All Blacks nach Frankreich 1990 | Tour der All Blacks nach Frankreich 1990 | Tour der All Blacks nach Frankreich 1990 | Tour der All Blacks nach Frankreich 1990 |
| Übersicht                                | S                                        | G                                        | U                                        | N                                        |
| ---------------------------------------- | ---------------------------------------- | ---------------------------------------- | ---------------------------------------- | ---------------------------------------- |
| Test Matches                             | 2                                        | 2                                        | 0                                        | 0                                        |
| Sonstige Spiele                          | 6                                        | 4                                        | 0                                        | 2                                        |
| Gesamt                                   | 8                                        | 6                                        | 0                                        | 2                                        |
|                                          |                                          |                                          |                                          |                                          |
| Frankreich                               | 2                                        | 2                                        | 0                                        | 0                                        |

Die Tour der neuseeländischen Rugby-Union-Nationalmannschaft nach Frankreich 1990 umfasste eine Reihe von Freundschaftsspielen der All Blacks, der Nationalmannschaft Neuseelands in der Sportart Rugby Union. Das Team reiste im Oktober und November 1990 durch Frankreich, wobei es acht Spiele bestritt. Dazu gehörten zwei Test Matches gegen die französische Nationalmannschaft. Während die All Blacks beide Test Matches gewinnen konnten, mussten sie zwei Niederlagen gegen regionale Auswahlteams hinnehmen.

## Spielplan
- Hintergrundfarbe grün = Sieg
- Hintergrundfarbe rot = Niederlage

(Test Matches sind grau unterlegt; Ergebnisse aus der Sicht Neuseelands)
| # | Datum             | Gegner                             | Ort                | Stadion                        | Ergebnis |
| - | ----------------- | ---------------------------------- | ------------------ | ------------------------------ | -------- |
| 1 | 17. Oktober 1990  | Sélection de Provence–Côte d’Azur  | Toulon             | Stade Mayol                    | 15:19    |
| 2 | 20. Oktober 1990  | Sélection de Languedoc             | Narbonne           | Parc des Sports et de l’Amitié | 22:6     |
| 3 | 24. Oktober 1990  | Sélection française                | Brive-la-Gaillarde | Parc Municipal des Sports      | 27:24    |
| 4 | 27. Oktober 1990  | Barbarians français                | Agen               | Stade Armandie                 | 23:13    |
| 5 | 30. Oktober 1990  | Sélection de la Côte Basque–Landes | Bayonne            | Stade Jean-Dauger              | 12:18    |
| 6 | 03. November 1990 | Frankreich                         | Nantes             | Stade de la Beaujoire          | 24:3     |
| 7 | 06. November 1990 | Sélection française                | La Rochelle        | Stade Marcel-Deflandre         | 22:15    |
| 8 | 10. November 1990 | Frankreich                         | Paris              | Parc des Princes               | 30:12    |

## Test Matches
| 3. November 1990 | Frankreich               | 3 : 24         | Neuseeland                                                                      | Stade de la Beaujoire, Nantes Zuschauer: 26.578 Schiedsrichter: Alexander MacNeill (Australien) |
| 3. November 1990 | Straftritte: Camberabero | (3:18) Bericht | Versuche: Innes Whetton Erhöhungen: Fox (2) Straftritte: Fox (3) Dropgoals: Fox | Stade de la Beaujoire, Nantes Zuschauer: 26.578 Schiedsrichter: Alexander MacNeill (Australien) |

Aufstellungen:
- Frankreich: Louis Armary, Abdelatif Benazzi, Serge Blanco , Didier Camberabero, Éric Champ, Aubin Hueber, Jean-Claude Langlade, Eric Melville, Franck Mesnel, Pascal Ondarts, Laurent Rodriguez, Olivier Roumat, Philippe Saint-André, Laurent Seigne, Stéphane Weller 
 Auswechselspieler: Philippe Marocco
- Neuseeland: Graeme Bachop, Mike Brewer, Kieran Crowley, Sean Fitzpatrick, Grant Fox, Craig Innes, Ian Jones, Michael Jones, John Kirwan, Walter Little, Richard Loe, Steve McDowall, Alan Whetton, Gary Whetton , Terry Wright 
 Auswechselspieler: Zinzan Brooke

| 10. November 1990 | Frankreich                                          | 12 : 30        | Neuseeland                                                          | Parc des Princes, Paris Zuschauer: 48.317 Schiedsrichter: Alexander MacNeill (Australien) |
| 10. November 1990 | Straftritte: Camberabero (3) Dropgoals: Camberabero | (6:15) Bericht | Versuche: Crowley M. Jones Erhöhungen: Fox (2) Straftritte: Fox (6) | Parc des Princes, Paris Zuschauer: 48.317 Schiedsrichter: Alexander MacNeill (Australien) |

Aufstellungen:
- Frankreich: Abdelatif Benazzi, Philippe Benetton, David Berty, Serge Blanco , Didier Camberabero, Marc Dal Maso, Christophe Deslandes, Jean-François Gourragne, Jean-Baptiste Lafond, Marc Pujolle, Olivier Roumat, Philippe Saint-André, Henri Sanz, Franck Mesnel, Pascal Ondarts 
 Auswechselspieler: Laurent Cabannes
- Neuseeland: Graeme Bachop, Mike Brewer, Kieran Crowley, Sean Fitzpatrick, Grant Fox, Craig Innes, Ian Jones, Michael Jones, John Kirwan, Walter Little, Richard Loe, Steve McDowall, Alan Whetton, Gary Whetton , Terry Wright